# 聚落地理学
聚落地理学是研究聚落形成、发展及基分布规律的学科，因而又称人居民点地理，是人文地理学的一个分支学科。 由于城乡的差异较大，因此聚落地理学也分为城市地理学和乡村地理学两大部分来研究，城市地理学的发展较快，已有一定的规模，乡村地理学的发展相对滞后。亦有学者把聚落地理学等同于乡村聚落地理学来看待。